# قاضی‌خان‌لی
قاضی‌خان‌لی (ترکی آذربایجانی: Qazıxanlı) یک منطقهٔ مسکونی در جمهوری آرتساخ است که در استان شاهومیان واقع شده‌است.